# SBB Fb 2x2/3 11301
Fb 2x2/3 11301 war bis zum Mai 1920 die Bezeichnung einer von vier Probelokomotiven, die die SBB im Juni 1917 bestellten. Seither wurde sie als Be 4/6 12301 bezeichnet.
Die Lokomotive sollte, wie auch ihre drei Schwestern Fb 3/5 11201, Fb 2x2/3 11302 und Fc 2x3/4 auf der Gotthardbahn zum Einsatz kommen, um Erfahrungen für Serienbestellungen zu erhalten. Die Fb 2x2/3 11301 war die MFO-Variante der Schnellzugslokomotive für den Gotthard. Sie war nach den Bedingungen des Pflichtenhefts der SBB gebaut worden. Ausser für gelegentliche Überfuhren zur Hauptwerkstätte in Bellinzona tauchte sie am Gotthard aber nicht auf. Die Konstruktion an sich bewährte sich aber. Die Lokomotive war während 44 Jahren in verschiedensten Diensten tätig. Beim Lokomotivpersonal war die Lokomotive wegen ihres, auch bei Höchstgeschwindigkeit, ruhigen Laufs beliebt. Technisch war sie aber wesentlich komplizierter als ihre Schwestern Fb 2x2/3 11302 und Be 4/6 12303-12342.

## Vorgeschichte
Im November 1913 wurde vom Verwaltungsrat der SBB die Elektrifizierung der Gotthardstrecke von Erstfeld bis Biasca beschlossen. Mit Ausbruch des Ersten Weltkrieges waren die SBB zu immer grösseren Fahrplaneinschränkungen wegen der Kohleknappheit gezwungen. Dies führte so weit, dass im Herbst 1918 an Sonntagen mit Ausnahme der Milchzüge keine Züge mehr fuhren.
Neben anderen Strecken wurde deshalb forciert auch die Gotthardstrecke für den elektrischen Betrieb hergerichtet. Diese Elektrifizierung war im Jahr 1920 abgeschlossen.
Für den Betrieb benötigten die SBB dringend Personen- und Güterzuglokomotiven.

## Pflichtenheft
Die SBB verlangten von der Industrie die Erfüllung des nachfolgenden Pflichtenheftes:
- Höchstgeschwindigkeit 75 km/h
- Beförderung von 300 t Anhängelast auf 26 ‰ Steigung bei 50 km/h
- Sicheres Anfahren auf 26 ‰ Steigung und Beschleunigen derselben Last auf 50 km/h in 4 Minuten
- drei Hin- und Rückfahrten Luzern – Chiasso innerhalb 24 Stunden (1'360 km)
- Elektrische Bremse zur Abbremsung des Lokomotivgewichtes im Gefälle
- Möglichkeit der Vielfachsteuerung.

## Auftragsvergabe und Projektierung
Der Auftrag für die Personenzuglokomotive wurde wie folgt erteilt:
Maschinenfabrik Oerlikon: Projektierung und Bau der Personenzuglokomotive
Neben der Einhaltung des Pflichtenheftes gaben die SBB den Konstrukteuren grosse Freiheit beim Ausarbeiten der Entwürfe.

## Inbetriebnahme
Am 21. März 1919 wurde die Lokomotive als erste Probelokomotive abgeliefert. Einen Monat später war sie schon für Instruktionsfahrten des Lokomotivpersonals eingesetzt.

## Technik

### Der mechanische Teil

#### Fahrwerk
Das Fahrwerk bestand aus zwei Drehgestellen. In jedem Drehgestell befanden sich zwei Triebachsen, eine als Bisselachse ausgebildete Laufachse und eine Vorgelegewelle. Die Laufachsen hatten ein Seitenspiel von 2 × 70 mm gegenüber dem Drehgestellrahmen.

#### Zugkraftübertragung
Die Übertragung der Zug- und Stosskräfte erfolgte von den Triebachsen auf die zwei Drehgestelle. Von dort wurden die Kräfte aussen auf die Zughaken und Puffer weitergeleitet. Innen waren die Drehgestelle für die Zug- und Druckkraftübertragung über eine so genannte Tenderkupplung verbunden. Der Lokomotivkasten war an der Übertragung der Kräfte nicht beteiligt.

#### Antrieb
Im Drehgestellrahmen waren zwei Fahrmotoren gelagert. Diese zwei Motoren trieben über beidseitig gefederte Ritzel die Grosszahnräder je einer Vorgelegewelle an. Die Triebzapfen dieser Vorgelegewelle waren mittels eines senkrecht beweglichen Gleitsteins mit einer Schlitztreibstange (Dreieckstange) verbunden. Diese trieb die zwei Triebachsen des Drehgestells an.

#### Lokomotivkasten
Der Lokomotivkasten bestand aus einer durchgehenden Brücke mit aufgeschraubten, zum Teil demontierbaren, Kastenteilen.
Die Brücke war mit Drehpfannen, die sich unter den Führerständen befanden, auf die Drehgestelle abgestützt. Zwei weitere, gefederte Stützpfannen befanden sich jeweils auf der Aussenseite des Kastens daneben. Hinter den Motoren befanden sich des Weiteren Rollenstützen.
Vor den Führerständen befanden sich Vorbauten, die durch einen Längsgang getrennt waren. Diese Trennung, wie auch die Übergangsbleche und die Stirntüren mussten vorhanden sein, da nach damaliger Auffassung die Lokomotive vom Zug her erreichbar sein musste.
Für die Belüftung der Fahrmotoren befanden sich beidseitig des Kastens je zwei Jalousien. Das konnte von beiden Führerständen pneumatisch gesteuert werden.

#### Bremsanlage
Die automatische Westinghouse-Bremse und die Regulierbremse wirkten je über einen Bremszylinder beidseitig auf die Triebachsen. Die Laufachsen waren ungebremst. Jeder Führerstand hatte eine Handbremse, die auf das jeweilige Drehgestell wirkte.

### Der elektrische Teil

#### Hauptstromkreis
Zwei Stromabnehmer, die von einem Hahn in jedem Führerstand gesteuert werden konnten, leiteten den Fahrleitungsstrom zu zwei Trennmessern auf dem Dach des Lokomotivkastens. Diese Trennmesser waren vom Maschinenraum aus von Hand zu bedienen. Von den Trennmessern wurde der Strom über eine Blitzschutzspule und den pneumatisch bedienten Hauptschalter zum ölgekühlten Transformator geführt, der sich in der Mitte des Lokomotivkastens befand. Dieser war hochspannungsseitig für 15'000 V oder 7'500 V umschaltbar.
Die Niederspannungsseite war zweigeteilt und hatte jeweils elf Anzapfungen. Die Walzenstufenschalter befanden sich in Längsrichtung beidseitig des Transformators. Es konnten, wie bei der Fb 3/5 11201 23 Fahrstufen geschaltet werden. Die Ansteuerung der Stufenschalter erfolgte von den Führerständen aus mittels eines senkrechten Kontrollrades, das pro Stufe einmal gedreht werden musste. Eine Schnellabschaltung war vorhanden. Sollte ein Stufenschalter versagen, konnte dieser abgetrennt werden. Mit dem Verbleibenden konnte dann, mit 12 Fahrstufen, trotzdem noch weitergefahren werden.
Die vier pneumatisch bedienten Wendeschalter waren auf den Fahrmotoren angeordnet. Diese waren parallel geschaltet.

#### Hilfsbetriebe
Auf der Lokomotive befanden sich die nachfolgend beschriebenen, mit 220 V betriebenen Hilfsbetriebe:
- zwei Kolbenkompressoren in den Vorbauten vorne und hinten links
- ein Ventilator auf dem Dach zur forcierten Belüftung der Kühlrippen des Transformatorschachtes
- zwei Ventilatorgruppen zur Belüftung der Fahrmotoren
- Umformergruppe für die Batterieladung im Vorbau vorne rechts
- Führerstandsheizung.

Die Speisung der Zugsheizung erfolgte vom Transformator über einen Ölhauptschalter auf die Kupplungskabel.

#### Elektrische Bremse
Die elektrische Bremse wurde im Juni 1919 am Lötschberg erprobt. Als zu unzuverlässig befunden, wurde sie anschliessend entfernt.

#### Vielfachsteuerung
Die Lokomotive war mit einer Vielfachsteuerung ausgerüstet. Praktisch erprobt wurde sie aber nie.

## Betriebseinsatz
Die Lokomotive wurde als erste der vier Probelokomotiven am 21. März 1919 abgeliefert. Sie kam anschliessend auch fast sofort für Instruktionsfahrten in der Region Bern zum Einsatz.
Da aber anscheinend noch viele Kinderkrankheiten zu kurieren waren, erfolgten zu diesem Zeitpunkt keine fahrplanmässigen Einsätze. Ein weiterer Grund dafür waren die geplanten Versuche mit der elektrischen Bremse auf der Lötschbergbahn. Am 1. September 1919 wurde die Lokomotive offiziell von den SBB übernommen. Es folgten dann Einsätze mit Personenzügen bis Spiez und teilweise auch bis Brig.
Nach einer Pause im Jahre 1920 führte die Lokomotive im Planeinsatz mit den in Ablieferung befindlichen Be 4/6 12303-12342 regelmässige Zugsleistungen am Lötschberg bis Brig.
Es war bald klar, dass die Lokomotive planmässig nie am Gotthard eingesetzt würde. Am 31. Mai 1921 hatte sie ihren letzten Planeinsatz am Lötschberg. Fortan führte sie, von Bern aus, Güterzüge nach Basel und Biel.
Ab 1937 kam die Lokomotive in den Rangierbahnhof Renens bei Lausanne, wo sie die Aufgabe hatte, zu zerlegende Güterzüge auf die Ablaufebene zu schleppen.
Am 1. Januar 1962 wurde sie der Hauptwerkstätte Yverdon zugeteilt, damit die aufwändigen Überfuhren nach Bellinzona verhindert werden konnten. Yverdon war nicht sehr erfreut über den Zugang des Oldtimers. Das Ende nahte aber sehr bald. Am 7. März 1963 erzeugte ein Kurzschluss eine Explosion im Transformator. Die Feuerwehr konnte das ausgebrochene Feuer nicht rechtzeitig löschen, die Lokomotive brannte vollständig aus. Sie wurde im August 1963 in der Hauptwerkstätte Bellinzona abgebrochen.